# Paracles contraria
Paracles contraria är en fjärilsart som beskrevs av Walker 1855. Paracles contraria ingår i släktet Paracles och familjen björnspinnare. Inga underarter finns listade i Catalogue of Life.